# Calamus humboldtianus
Calamus humboldtianus är en enhjärtbladig växtart som beskrevs av Odoardo Beccari. Calamus humboldtianus ingår i släktet Calamus och familjen Arecaceae. Inga underarter finns listade i Catalogue of Life.